# Advanced Combat Knife
L’Advanced Combat Knife (ACK) fu il prototipo del coltello da combattimento della Bundeswehr.

## Origine
Per il G3 della Bundeswehr esiste una baionetta, ma non fu impiegata. Dopo la riunificazione tedesca vi fu in eredità un numero notevole di nuove baionette per gli MPi-K già MPi AK74 della NVA. Questa lama venne dal 1993 impiegata come Kampfmesser Bundeswehr. Il diametro dell'anello per il sostegno sul tromboncino spengifiamma era troppo stretto per i nuovi G36, così il coltello non poté essere usato come baionetta.

## Descrizione
Il coltello fu sviluppato dalla società di Solingen Eickhorn e presentava una lama tipo Bowie come una sega sul retrolama e con funzionalità di coltello da combattimento pesante (Kampfmesser, schwer).

## Impiego
L'ACK fu ideato per le truppe militari come coltello d'ordinanza ma non fu mai introdotto in via definitiva nella Bundeswehr. Al suo posto venne impiegato il KM2000.
Il modello della Eickhorn-Solingen Ltd. ACK è costruito per impieghi civili.